# Parc d'État de Prickett's Fort
Le parc d'État de Prickett's Fort est un parc d'État de près de 9 ha, situé dans l'État américain de Virginie-Occidentale au nord de la ville de Fairmont, près de la confluence de la rivière Prickett's Creek et la Monongahela, à deux miles de l'Interstate 79. Il contient un refuge fortifié reconstruit qui restitue les conditions de vie à la frontière de la Virginie au XVIIIe siècle.

## Le fort historique
Le fort historique a été construit pour défendre les premiers colons de Virginie contre les amérindiens, dont les colons s'étaient approprié les terres après la signature du traité de Fort Stanwix. Après une attaque menée par Daniel Greathouse (en) lors du massacre de Yellow Creek pendant la guerre de Dunmore, tous les colons de la vallée de l'Ohio étaient en danger face aux attaques indiennes.
Pour qu'ils puissent se défendre en nombre, les colons construisirent de nombreux refuges fortifiés, dont un sur la ferme de Jacob Prickett. D'un aspect très simpliste, Le fort de Prickett est un carré d'un peu plus de 30 mètres de côté, entouré d'une palissade. Les indiens avaient tendance à éviter ces points forts, préférant tendre des embuscades.
Quand ils se pensaient en danger, les colons se rassemblaient à l'intérieur en respectant une procédure qu'ils appelaient « forting up ». En 1774, il existait pas moins d'une centaine de ces postes fortifiés dans la vallée de la Monongahela. Le fort de Prickett rassemblait ainsi environ 80 familles pendant des périodes allant jusqu'à une semaine. Le fort n'a jamais été attaqué mais des attaques eurent lieu dans ses environs,.

## La reconstruction

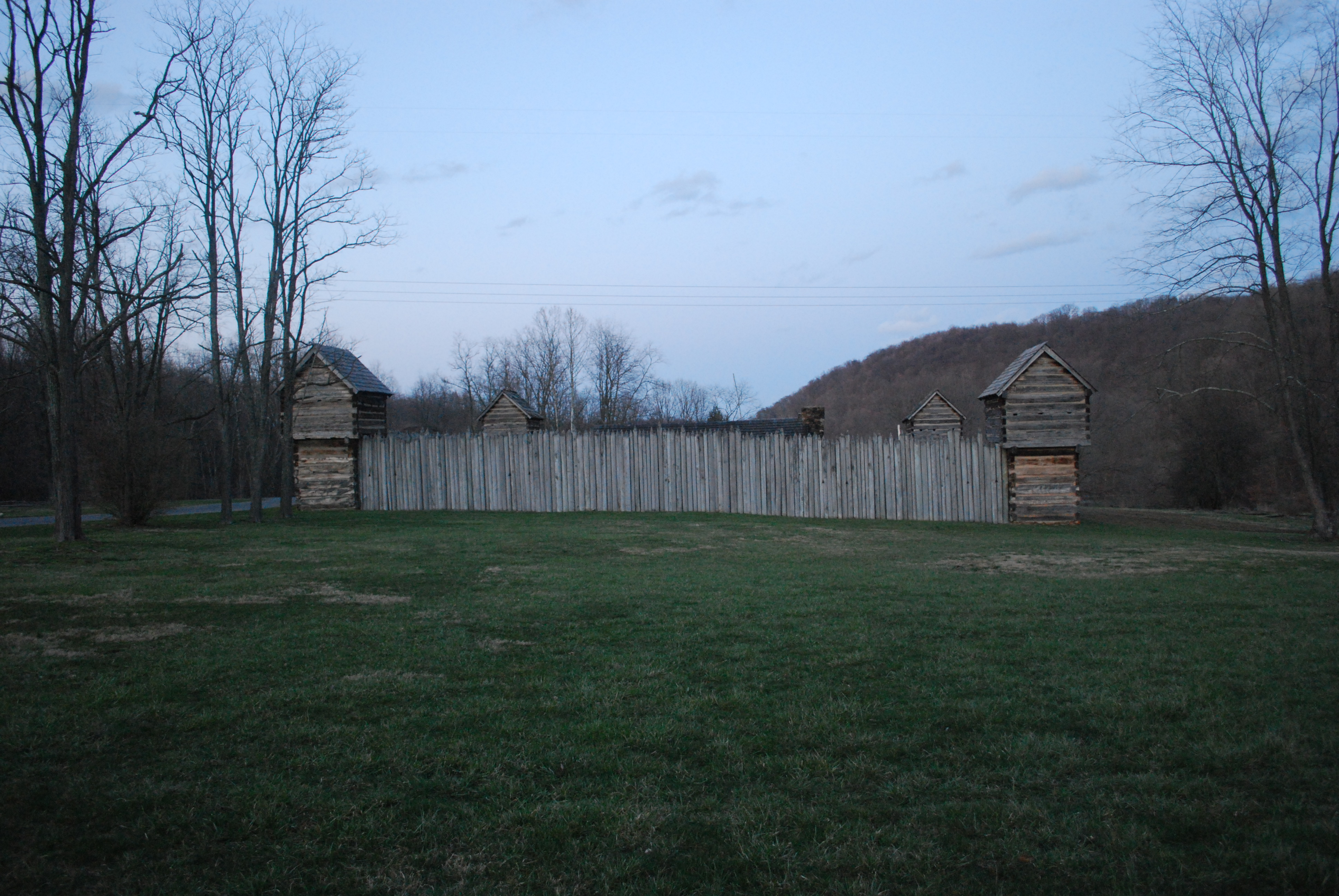
Le fort reconstruit

La dernière mention écrite du fort remonte à 1780. En 1919, les fils de la Révolution américaine dédient un monument à la mémoire des constructeurs du fort. Quand, en 1973, le site du fort est acquis par le département des ressources naturelles, la Société historique du comté de Marion décide de le reconstruire à l'identique.
Ils découvrent alors que le site originel a été probablement détruit lors de la construction d'un pont de chemin de fer en 1905. De ce fait, la construction est déplacée sur une colline qui domine la rivière. Beaucoup de bâtiments anciens sont démolis pour fournir du bois pour la reconstruction.
Un comité de reconstruction décide de se baser sur les descriptions faites par Stephen Morgan, le fils d'un colon. On trouve 14 cabanes adossées au mur d'enceinte, 2 blockhaus à deux étages dans les coins, une maison commune et un magasin au centre de l'ensemble.
En 1974, la fondation Prickett’s Fort Memorial Foundation décrit la reconstruction de 1974 comme étant plus élaborée que l'original. Cependant, l'ensemble des bâtiments étaient existants sur plusieurs autres sites cumulés.

## Les aménagements du parc
Dans le fort reconstruit se trouvent des reconstitutions d'activités artisanales de l'époque comme la menuiserie, la forge, et la filature. Le Visitor center abrite un magasin de souvenirs, une bibliothèque et une salle de projection de vidéos.
Immédiatement au sud de la reconstruction, la Job Prickett House, construite en 1859 par un arrière petit-fils de Jacob Prickett, expose un mobilier original et des outils de l'époque. Cette maison du XIXe siècle est classée au Registre national des lieux historiques.
Le site dispose d'un amphithéâtre extérieur de 400 places, d'une aire de pique-nique et de sentiers.

## Galerie photographique

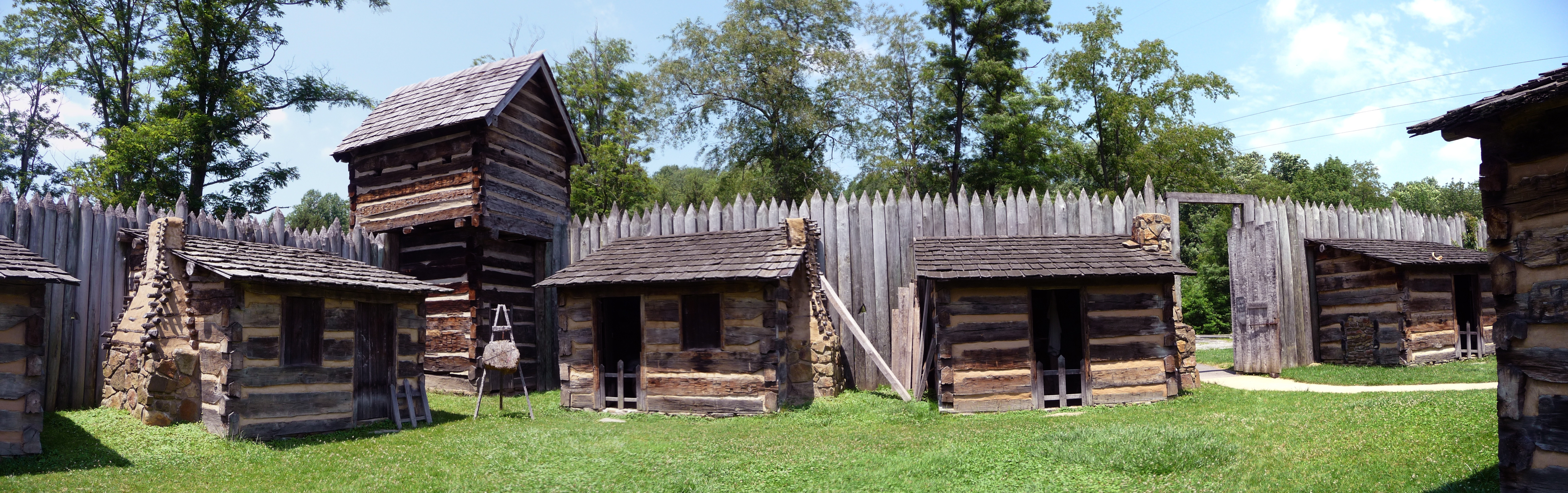
Les cabanes
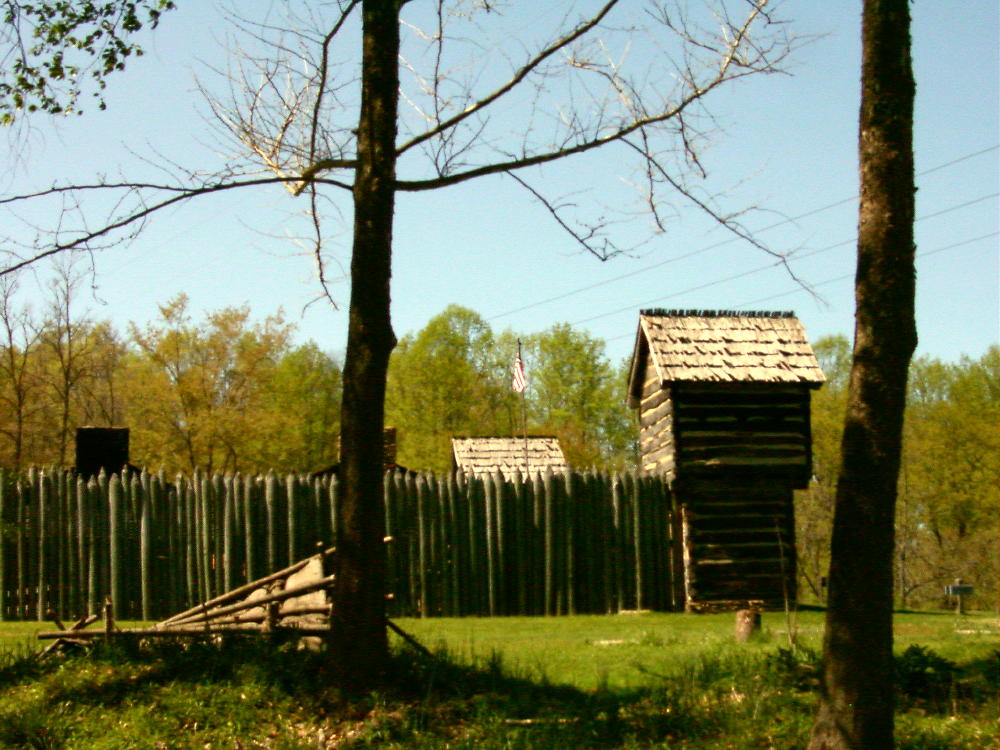
Un angle de la palissade
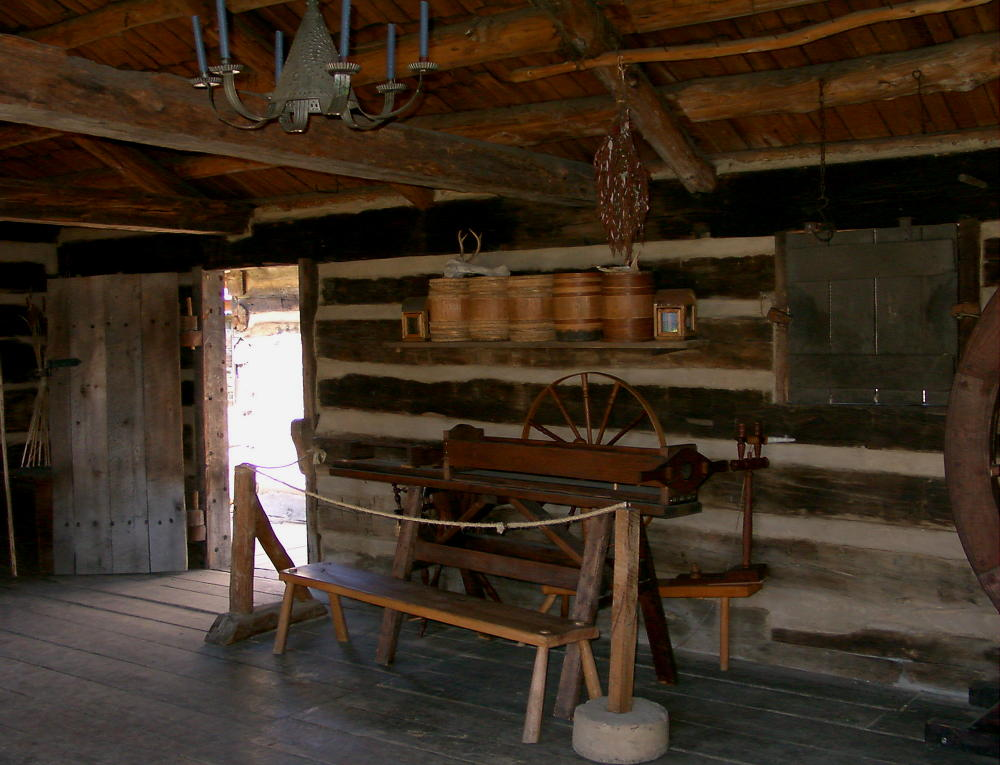
L'intérieur d'une habitation

## Source
- (en) Cet article est partiellement ou en totalité issu de l’article de Wikipédia en anglais intitulé « Prickett's Fort State Park » (voir la liste des auteurs).